# Flaviviridae
Flaviviridae (лат.) — семейство вирусов, передающихся преимущественно членистоногими (клещами и комарами). Семейство получило такое название от вируса жёлтой лихорадки (англ. Yellow Fever virus, от лат. flavus — жёлтый). Жёлтая лихорадка, в свою очередь, так называется потому, что вызывает желтуху.
Flaviviridae было выделено в отдельное семейство из семейства Togaviridae в 1985 году. По данным Международного комитета по таксономии вирусов (ICTV), на март 2017 года в семейство включают 4 рода:
- Flavivirus — 53 вида вирусов человека и животных, характерные виды: вирус жёлтой лихорадки, вирус Западного Нила, вирус денге, вирус клещевого энцефалита, вирус Зика
- Hepacivirus — 14 видов, включая вирус гепатита C
- Pegivirus — 11 видов: от Pegivirus A до Pegivirus K
- Pestivirus — 4 вида, инфицирующих млекопитающих, но не человека; характерные виды: вирус диареи крупного рогатого скота, вирус классической чумы свиней

## Геном
Геном флавивирусов представлен несегментированной линейной одноцепочечной (+)РНК длиной от 9,6 до 12,3 тысяч нуклеотидов (монопартитный геном). На 5'-конце содержится метилированный нуклеотид (5'-кэп).

## Вирион
Вирусные частицы покрыты оболочкой, имеют сферическую форму и диаметр около 40—60 нм.

## Заболевания
Заболевания, вызываемые представителями семейства:
- Лихорадка денге
- Японский энцефалит
- Клещевой энцефалит
- Лихорадка Западного Нила
- Энцефалит Сент-Луис
- Жёлтая лихорадка
- Гепатит C
- Лихорадка Зика